# 1916 en football
Cet article présente les faits marquants de l'année 1916 en football.

## Mars
- Linfield FAC est champion d'Irlande.
- 25 mars : à Belfast, Linfield FAC et Glentoran FAC font match nul 1-1 en finale de la Coupe d'Irlande ; finale à rejouer.

## Avril
- 1er avril : à Belfast, Linfield FAC s'impose 1-0 face à Glentoran FAC en finale de la Coupe d'Irlande.
- Celtic champion d'Écosse.
- L'US Hollerich est champion du Luxembourg.

## Mai
- 7 mai : Athletic Bilbao remporte la Coupe d'Espagne face au Madrid FC, 4-0 en finale.
- 14 mai : malgré la guerre, les autorités du football français mettent en place un tournoi appelé « Trophée interfédéral ». En finale de cette compétition, l'Olympique de Pantin s'impose en finale 2-0 face à l'Étoile des Deux Lacs.

## Juin
- 7 juin : Athletic Bilbao remporte la Coupe d’Espagne face au Real Madrid, 4-0.
- 14 juin : 1893 Copenhague est champion du Danemark en s'imposant 3-2 en finale nationale face à Copenhague BK.
- 25 juin : Cantonal-Neuchâtel FC remporte le Championnat de Suisse.
- 28 juin : Fram Reykjavik est champion d'Islande.

## Juillet
- 2 au 17 juillet : la première édition de la Copa América se tient à Buenos Aires (Argentine).
- 10 juillet : à Buenos Aires, à l'occasion de la première Copa América, l'Argentine et le Brésil font match nul 1-1.
- 17 juillet : à Buenos Aires, l'Uruguay remporte la première Copa América.

## Octobre
- 8 octobre : Frig Kristiana remporte la Coupe de Norvège en s'imposant 2-0 en finale face au FK Orn Horten.

## Novembre
- 19 novembre : le SC Corinthians est champion d'État de Sao Paulo.

## Décembre
- Le Racing Club est champion d'Argentine.
- 17 décembre : le Botafogo FR est champion d'État de Rio de Janeiro.

## Naissances
Plus d'informations : Liste d'acteurs du football nés en 1916.
- 21 janvier : Pietro Rava, footballeur italien.
- 22 janvier : Edmundo Suárez, footballeur espagnol.
- 5 février : Ugo Locatelli, footballeur italien.
- 16 février : Julien Darui, footballeur français.
- 22 février : Riza Lushta, footballeur albanais.
- 24 février : Guglielmo Gabetto, footballeur italien.
- 17 avril : Helenio Herrera, footballeur argentin.
- 9 mai : João Havelange, dirigeant brésilien.
- 30 mai : Jacques Georges, dirigeant français.
- 17 juin : Luigi Scarabello, footballeur italien.
- 20 juin : Eugène Walaschek, footballeur suisse.
- 23 juin : Ernst Willimowski, footballeur polonais.
- 26 juin : Jorge Alcalde, footballeur péruvien.
- 19 juillet : François Mercier, footballeur français.
- 23 juillet : Pierre Pibarot, footballeur français.
- 3 août : José Manuel Moreno, footballeur argentin.
- 2 septembre : René Bihel, footballeur français.
- 11 septembre : Josef Gauchel, footballeur allemand.

## Décès
- 16 février : Robert Benson, footballeur anglais.
- 22 février : Albert Jenicot, footballeur français.
- 7 juillet : Pierre Six, footballeur français.
- 22 octobre : Herbert Kilpin, footballeur anglais.
- 30 septembre : Justin Vialaret, footballeur français.
- 4 novembre : René Fenouillère, footballeur français.